# Valdemarsvik
Valdemarsvik er en by i Östergötland og administrationsby i Valdemarsviks kommune i Östergötlands län i Sverige. I 2010 havde byen 2.772 indbyggere. 
Valdemarsvik ligger ved Valdemarsviken, som giver byen forbindelse til Østersøen. Europavej E22 passerer tæt ved byen, som ligger 50 km syd for Norrköping og 60 km nord for Västervik. Lige syd for byen, ved Smålandsbron, går grænsen til Småland. Om sommeren er den en turistby med mange besøgende sejlere såvel i byen som den nærliggende Gryts skärgård. 
Garveriet i Valdemarsvik var frem til midten af 1900-tallet Sveriges største garveri. Det blev grundlagt af slægten Lundberg, som ejede det til det blev nedlagt i 1960. Garveriet, som tidligere gav arbejde i byen, har  også udledt tungmetaller i Valdemarsviken, især  krom.
Valdemarsvik har siden  år 2000 haft en skøjtehal, "Sparbankshallen", hvor WIF Hockey spiller.  

## Eksterne kilder og henvisninger
1. ↑  Tätorter, arealer, befolkning Statistiska centralbyrån.

- Wikimedia Commons har flere filer relateret til Valdemarsvik

58°12′11.153″N 16°35′48.872″Ø / 58.20309806°N 16.59690889°Ø